# Dorothy Crowfoot Hodgkin
Dorothy Mary Crowfoot Hodgkin OM FRS HonFRSC (El Caire, Imperi Britànic, 12 de maig de 1910 - Shiptons-on-Stour, Anglaterra, 29 de juliol de 1994) va ser una química i professora universitària anglesa guardonada amb el Premi Nobel de Química l'any 1964.
Entre els seus descobriments més importants i influents hi ha la confirmació de l'estructura de la penicil·lina tal com van suposar anteriorment Edward Abraham i Ernst Boris Chain, i l'estructura de la vitamina B₁₂, per la qual el 1964 va ser la tercera dona a guanyar el Premi Nobel de Química. Hodgkin també va dilucidar l'estructura de la insulina el 1969 després de 35 anys de treball.
Hodgkin va utilitzar el nom «Dorothy Crowfoot» fins a dotze anys després de casar-se amb Thomas Lionel Hodgkin, en què va començar a utilitzar «Dorothy Crowfoot Hodgkin», i aquest va ser el nom utilitzat per la Fundació Nobel en el seu guardó i la biografia que va incloure entre altres premis Nobel; també és com l'anomena l’Institut d'Història de la Ciència. Per simplicitat, Hodgkin és referida com Dorothy Hodgkin per la Royal Society, quan es refereix al seu patrocini de la Dorothy Hodgkin fellowship, i pel Somerville College, després que va inaugurar les conferències anuals en el seu honor.

## Biografia
Va néixer el 1910 a la ciutat del Caire on el seu pare, John Crowfoot, treballava com a funcionari al departament d'educació de l'imperi Britànic del que en aquell moment en formava part i que avui dia és la capital d'Egipte. La seva mare, Grace Marie Hood, anomenada Molly, volia estudiar medicina però l'oposició dels seus pares va fer que finalment esdevingués llevadora. Va tenir tres germanes: Joan, nascuda el 1912; i Betty, el 1914. Als sis anys la família es va traslladar a Khartum, al Sudan però, al esclatar la Primera Guerra Mundial, va retornar amb les seves germanes a casa dels seus avis a Worthing, Anglaterra mentre els seus pares romanien al Sudan. Quan va acabar la Gran Guerra, Molly, la mare de Dorothy, va tornar al Regne Unit amb Diana, la seva quarta filla, per fer-se càrrec de l'educació de les seves filles, cosa que faria personalment. Primer es van traslladar a la casa on s'havia criat Molly a Nettleham, Linconshire. Quan Dorothy compta amb 10 anys la família es torna a traslladar, aquest cop a Beccles, al comtat de Suffolk, d'on és originari l'avi patern. Allà, el 1921, Dorothy entra a la Lehman School però l'ensenyament de ciències a les noies és molt limitada. Al acabar l'educació secundària Dorothy va decidir estudiar química i ho va fer al Somerville College de la Universitat d'Oxford on es va graduar el 1932 amb les màximes qualificacions. Aquell mateix any va anar a la Universitat de Cambridge on va començar a treballar amb John Desmond Bernal i amb qui va aprendre a fer servir els difractòmetres i l'estudi dels difractogrames. El 1936 va acabar la seva tesi doctoral, especialitzant-se en cristal·lografia, disciplina de la qual fou professora a Oxford fins a la seva jubilació l'any 1977.
Durant aquells anys Dorothy va conèixer l'historiador Thomas Hodgkin amb qui es va casar el 1937 i va tenir el seu primer fill Luke Howard Hodgkin, el 20 de desembre de 1938. Després del part va tenir el seu primer brot d'artritis reumatoide malaltia que l'acompanyaria fins a la seva mort. La seva segona filla, Prudence Elizabeth, va néixer el mes de setembre de 1941 i Toby, el maig de 1946.
L'any 1965 li fou atorgat el títol de l'Orde del Mèrit concedida per la reina Elisabet II del Regne Unit que des de la seva creació el 1901 només havia estat concedida a una altra dona: Florence Nightingale. El 1970 va ser nomenada rectora de la Universitat de Bristol.
Va morir el 1994 d'una hemorràgia cerebral a la seva residència de Shipston-on-Stour, Anglaterra.

## Recerca científica
Hodgkin va ser pionera en la tècnica de determinació d'estructures de substàncies d'interès bioquímic mitjançant difracció de raigs X. Va convertir la insulina en el seu projecte d'investigació primària, iniciant la seva recerca l'any 1934 quan Robert Robinson li va oferir una mostra petita d'insulina cristal·lina. La difracció de raigs X a la dècada del 1930 encara no estava prou desenvolupada, per la qual cosa es va decidir a millorar la tècnica cristal·logràfica, aconseguint determinar l'estructura tridimensional de les biomolècules del colesterol l'any 1937, la penicil·lina el 1945, la vitamina B₁₂ el 1954, la insulina el 1969, així com la de la lactoglobulina, ferritina i el virus del mosaic del tabac. Posteriorment Hodgkin i els seus col·laboradors es van encaminar al calciferol o vitamina D2, així com l'antibiòtic gramicidina.
Al final de la Segona Guerra Mundial, Dorothy marxa a fer una gira pels Estats Units per tal de comparar l'organització i equipament dels laboratoris nord-americans amb els del seu laboratori a Oxford. En aquest viatge visita dotze ciutats i participa en una trobada de la Societat Americana de Rajos X i Difracció dels Electrons. Durant un temps treballa amb Linus Pauling i els seus companys a Pasadena, Califòrnia i participa a diverses conferències a Iowa, Missouri i Michigan.
El 29 d'octubre de 1964 fou guardonada amb el Premi Nobel de Química «per la determinació de l'estructura de moltes substàncies biològiques mitjançant els raigs X», convertint-se en la tercera dona en aconseguir aquest guardó després de Marie Curie i Irène Joliot-Curie.

## Activisme social
Interessada en l'intercanvi intel·lectual entre científics i preocupada pels problemes que la ciència ocasionava a la població, entre 1976 i 1988 fou presidenta de les Conferències Pugwash de Ciència i Afers Mundials. Així mateix fou guardonada amb el Premi Lenin de la Pau concedit pel Govern Soviètic l'any 1985-86.

## Vida personal

### Personalitat
El comportament suau, amable i modest de Hodgkin amagava una determinació ferma d'aconseguir els seus fins, siguin quins siguin els obstacles que s'interposessin en el seu camí. Va inspirar devoció als seus estudiants i col·legues, fins i tot els més joves dels quals la coneixien simplement com a Dorothy. Els seus estudis estructurals de molècules biològicament importants van establir estàndards per a un camp que va estar molt en desenvolupament durant la seva vida laboral. Va fer contribucions fonamentals a la comprensió de com aquestes molècules duen a terme les seves tasques en el sistema viu.

### Mentor
El mentor de Hodgkin, el professor John Desmond Bernal, va influir molt en la seva vida: científicament, políticament i personalment. Bernal va ser un assessor científic clau del govern del Regne Unit durant la Segona Guerra Mundial. També va ser un membre obert del Partit Comunista i un fidel partidari del règim soviètic fins a la invasió d'Hongria el 1956. Era un químic que creia en la igualtat d'oportunitats per a les dones. Al seu laboratori, Hodgkin va ampliar el treball que va començar sobre molècules biològiques, inclosos els esterols. Ella va ajudar a fer els primers estudis de difracció de raigs X de pepsina i proteïna cristal·lina. Hodgkin sempre es va referir a ell com a Sàlvia. Van ser amants abans de conèixer Thomas Hodgkin. Els matrimonis de Dorothy i Bernal eren poc convencionals per als estàndards actuals i d'aquells dies.

### Salut
L'any 1934, als 24 anys, Dorothy va començar a experimentar dolor a les mans que va provocar que s'inflessin i es distorsionessin. Li van diagnosticar artritis reumatoide i va anar a una clínica de Buxton per fer banys termals i tractaments amb or. Després d'algun tractament, Hodgkin va tornar al laboratori, on va lluitar per utilitzar l'interruptor principal de l'equip de raigs X a causa de l'estat de les seves mans. Va crear una palanca per utilitzar l'interruptor. La seva condició empitjoraria i debilitaria progressivament amb el temps, amb deformitats tant a les mans com als peus i períodes prolongats de dolor. Tot i que Hodgkin va passar una gran quantitat de temps en una cadira de rodes en els seus últims anys, va romandre científicament activa en la seva carrera.

### Matrimoni i família
El 1937, Dorothy Crowfoot es va casar amb Thomas Lionel Hodgkin, fill d'un historiador, que aleshores impartia una classe d'educació per a adults a les comunitats mineres i industrials del nord d'Anglaterra després de renunciar a l’oficina colonial. Va ser membre intermitent del Partit Comunista i més tard va escriure uns quants treballs importants sobre política i història africana, convertint-se en un professor conegut al Balliol College d'Oxford. Com que la seva salut era massa dolenta per al servei militar actiu, va continuar treballant durant la Segona Guerra Mundial, tornant a Oxford els caps de setmana, on la seva dona va romandre treballant amb penicil·lina. La parella va tenir tres fills: Luke (1938-octubre de 2020), Elizabeth (n. 1941) i Toby (n. 1946). El fill gran, Luke, es va convertir en instructor de matemàtiques a la nova Universitat de Warwick. La seva filla, Elizabeth, va seguir la carrera del seu pare com a historiador. El seu fill petit, Toby, va estudiar botànica i agricultura. En general, Thomas Hodgkin va passar llargs períodes a l'Àfrica occidental, on va ser un entusiasta partidari i cronista dels estats postcolonials emergents.

### Àlies
Hodgkin va publicar com a Dorothy Crowfoot fins al 1949, quan la secretària de Hans Clarke la va convèncer per utilitzar el seu nom de casada en un capítol que va contribuir a La química de la penicil·lina. Aleshores feia 12 anys que estava casada, havia donat a llum tres fills i havia estat escollida membre de la Royal Society (FRS).
Posteriorment publicaria com Dorothy Crowfoot Hodgkin, i aquest va ser el nom utilitzat per la Fundació Nobel en el seu guardó i la biografia que va incloure entre altres premis Nobel; també és com l'anomena l’Institut d'Història de la Ciència. Per simplicitat, Hodgkin és referida com Dorothy Hodgkin per la Royal Society, quan es refereix al seu patrocini de la Dorothy Hodgkin fellowship, i pel Somerville College, després que va inaugurar les conferències anuals en el seu honor.
Els Arxius Nacionals del Regne Unit es refereixen a ella com Dorothy Mary Crowfoot Hodgkin; en una varietat de plaques commemorant llocs on va treballar o viure, per exemple, 94 Woodstock Road, Oxford, ella és Dorothy Crowfoot Hodgkin. El 2022, el Departament de Bioquímica d'Oxford va rebatejar el seu edifici molt ampliat després de Hodgkin, anomenant-lo Edifici Dorothy Crowfoot Hodgkin.

### Contactes amb científics a l'estranger
Entre la dècada del 1950 i la de 1970, Hodgkin va establir i va mantenir contactes duradors amb científics del seu camp a l'estranger: a l'Institut de Cristal·lografia de Moscou; a l'Índia; i amb el grup xinès que treballa a Pequín i Shanghai sobre l'estructura de la insulina.
La seva primera visita a la Xina va ser el 1959. Durant el següent quart de segle, hi va viatjar set vegades més, l'última visita un any abans de la seva mort. Particularment memorable va ser la visita l'any 1971 després que el propi grup xinès resolgués de manera independent l'estructura de la insulina, més tard que l'equip de Hodgkin però amb una resolució més alta. Durant els tres anys següents, 1972-1975, quan era presidenta de la Unió Internacional de Cristal·lografia, no va poder persuadir les autoritats xineses, però, perquè permetessin als científics del país fer-se membres de la Unió i assistir a les seves reunions.
Les seves relacions amb un suposat científic d'una altra democràcia popular van tenir resultats menys feliços. Als 73 anys, Hodgkin va escriure un pròleg a l'edició anglesa de Stereospecific Polymerization of Isoprene, publicada per Robert Maxwell com a obra d’Elena Ceaușescu, esposa del dictador comunista de Romania. Hodgkin va escriure sobre els assoliments destacats i la carrera impressionant de l'autor. Després de l'enderrocament de Ceausescu durant la revolució romanesa de 1989, es va revelar que Elena Ceausescu no havia acabat l'educació secundària ni havia assistit a la universitat. Les seves credencials científiques eren un engany, i la publicació en qüestió la va escriure un equip de científics per obtenir un doctorat fraudulent.

### Visions i activitats polítiques
A causa de les activitats polítiques de Hodgkin i de l'associació del seu marit amb el Partit Comunista, se li va prohibir l'entrada als EUA el 1953 i posteriorment no se li va permetre visitar el país.
El 1961 Thomas es va convertir en assessor de Kwame Nkrumah, president de Ghana, un país que va visitar durant llargs períodes abans de la destitució de Nkrumah el 1966. Hodgkin estava a Ghana amb el seu marit quan van rebre la notícia que havia estat guardonada amb el Premi Nobel.
Va adquirir de la seva mare, Molly, la preocupació per les desigualtats socials i la determinació de fer el possible per prevenir els conflictes armats. Dorothy es va preocupar especialment per l'amenaça d'una guerra nuclear. El 1976, es va convertir en presidenta de la Conferència Pugwash i va exercir més temps que qualsevol que la va precedir o la va succeir en aquest càrrec. Va dimitir el 1988, l'any després que el Tractat sobre forces nuclears de mitjà abast imposés una prohibició global dels sistemes d'armes nuclears de curt i llarg abast, així com un règim de verificació intrusiu. Va acceptar el Premi Lenin de la Pau del govern soviètic el 1987 en reconeixement de la seva feina per la pau i el desarmament.

### Discapacitat i mort
A causa de la distància, Hodgkin va decidir no anar al Congrés de la Unió Internacional de Cristal·lografia de 1987 a Austràlia. No obstant això, malgrat la creixent fragilitat, va sorprendre els amics i la família en anar a Pequín per al Congrés de 1993, on va ser benvinguda per tots.
Va morir el juliol de 1994 després d'un ictus, a casa del seu marit al poble d’Ilmington, prop de Shipston-on-Stour, Warwickshire.

## Retrats
La National Portrait Gallery de Londres disposa de 17 retrats de Dorothy Hodgkin incloent una pintura a l'oli d'ella al seu escriptori de Maggi Hambling i un retrat fotogràfic de David Montgomery .
Graham Sutherland va fer esbossos preliminars per a un retrat de Dorothy Crowfoot Hodgkin el 1978. Un esbós es troba a la col·lecció de l’Institut d'Història de la Ciència i un altre a la Royal Society de Londres. El retrat no es va acabar mai.
Un retrat de Dorothy Hodgkin de Bryan Organ va ser encarregat per subscripció privada per formar part de la col·lecció de la Royal Society. Acceptat pel president de la societat el 25 de març de 1982, va ser el primer retrat d'una dona becari inclòs a la col·lecció de la Societat.